# Crisi dell'Azerbaigian
Per crisi dell'Azerbaigian (o crisi dell'Iran del 1946) si intende la crisi internazionale del 1946 legata al mancato ritiro delle truppe di occupazione sovietiche dall'Azerbaigian iraniano alla fine della Seconda guerra mondiale. La vicenda fu una delle prime crisi internazionali dibattute al Consiglio di Sicurezza delle neo costituite Nazioni Unite.

## Premessa

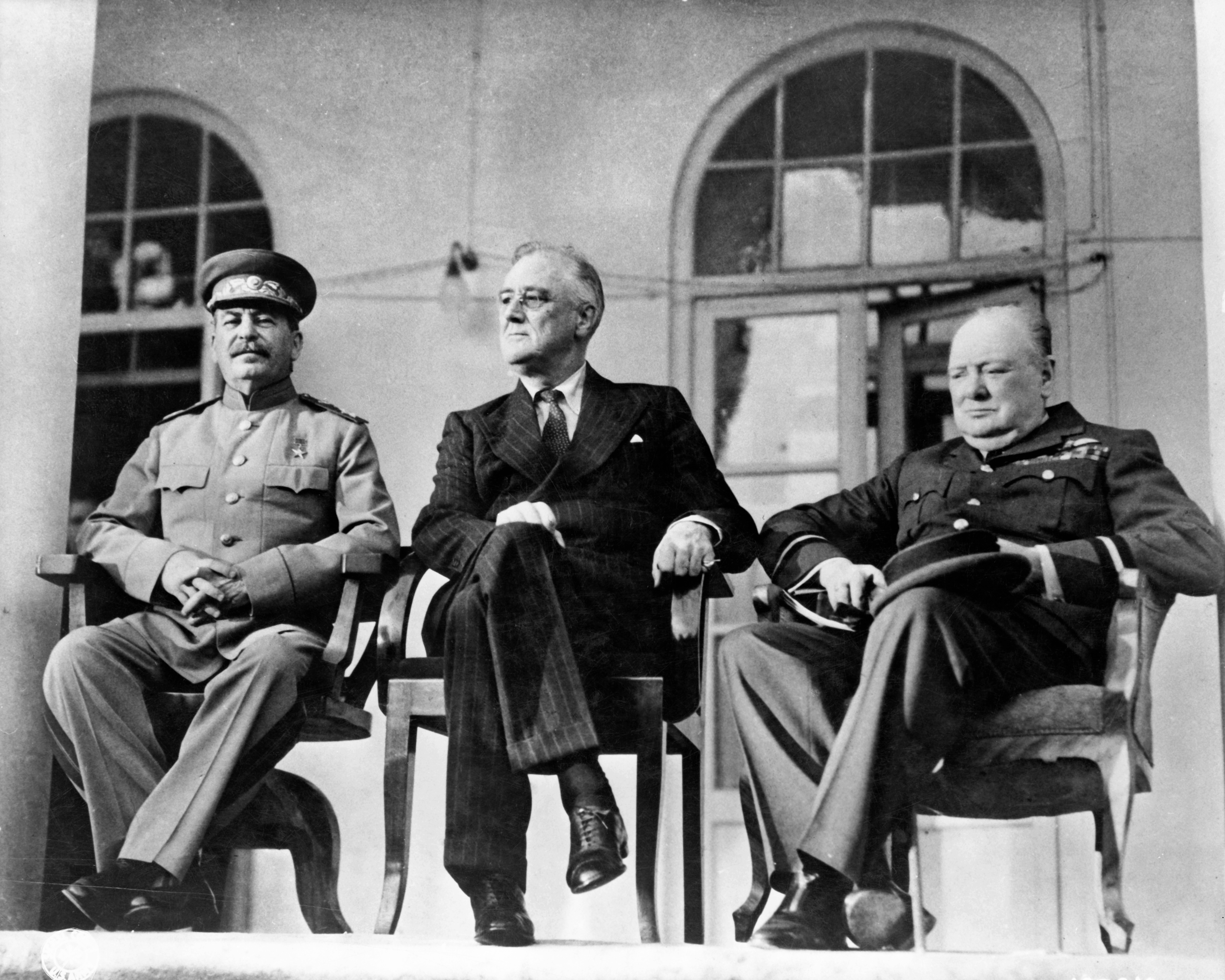
Stalin, Roosevelt e Churchill a Teheran

Nel 1941, nonostante fosse formalmente neutrale, l'Iran fu accusato di eccessiva simpatia per i nazisti e fu invaso dagli inglesi e dai sovietici. Russia ed Inghilterra avevano una lunga storia di ingerenze in Persia e già una volta, con l'accordo anglo-russo del 1907, si erano spartite il Paese in zone d'influenza. Tra le ragioni dell'occupazione anglo-sovietica della Persia vi fu anche quella di assicurare una rotta di rifornimento bellico all'Unione Sovietica attraverso il cosiddetto corridoio persiano. Con l'entrata in guerra degli Stati Uniti d'America la situazione cambiò, poiché gli americani presero la gestione diretta del corridoio persiano, arrivando ad inviare in Iran fino a 30 000 soldati e rompendo quindi la storica morsa anglo-russa sul paese. Nel 1943 si tenne quindi proprio nella capitale persiana la Conferenza di Teheran tra Stalin, Churchill e Roosevelt, la prima Conferenza interalleata al vertice, in cui, fra le altre cose, si decise della ricostruzione dell'Iran e del ritiro delle truppe di occupazione dopo la fine della guerra in Europa.

## La crisi del mancato ritiro delle truppe sovietiche

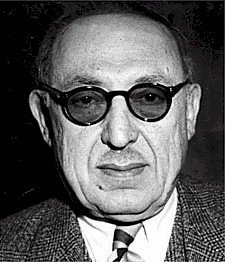
Il Primo Ministro persiano Ahmad Qavam

Dopo la resa della Germania, mentre americani ed inglesi ritirarono le truppe, l'Armata Rossa restò nel Nord del Paese dove i locali partiti comunisti proclamarono l'indipendenza del Governo Popolare dell'Azerbaigian e la Repubblica di Mahabad. Temendo una ripetizione della crisi seguita alla prima guerra mondiale e che i russi mirassero semplicemente ad annettere anche la rimanente parte iraniana dell'Azerbaigian, il Governo di Teheran nel 1946 sollevò il caso al Consiglio di Sicurezza delle Nazioni Unite come "minaccia alla pace ed alla sicurezza internazionale" .
A fronte delle proteste americane i russi accettando di avviare un negoziato bilaterale con l'Iran, come prescritto dal Consiglio di Sicurezza dell'ONU. Il Primo Ministro persiano Ahmad Qavam aprì allora il suo Governo agli esponenti del partito comunista Tudeh e si recò quindi a Mosca per negoziare con Stalin il ritiro delle truppe sovietiche in cambio di una concessione petrolifera sul Nord del Paese. La concessione petrolifera fu duramente contestata in Parlamento da Mohammad Mossadeq, ma permise il ritiro delle truppe sovietiche.

## La prima crisi della guerra fredda
Dopo il ritiro dell'Armata Rossa, le Repubbliche Popolari curda ed azera furono facilmente represse dall'esercito iraniano (guidato, tra gli altri dal Generale Ali Razmara). Nel 1947 il nuovo Parlamento iraniano (il Majlis) bocciò la ratifica della concessione petrolifera sovietica, facendo scoppiare quindi una nuova crisi tra Teheran e Mosca. Nel 1947 tuttavia lo scenario internazionale è profondamente cambiato. Dopo il celebre discorso di Churchill sulla cortina di ferro che divide l'Europa e la denuncia delle pressioni sovietiche su Grecia, Turchia ed Iran, l'America passò ad una politica di contenimento del comunismo nota come Dottrina Truman.
Durante la guerra fredda, talvolta in maniera strumentale, la storiografia discusse a lungo sulle responsabilità della rottura dell'alleanza di guerra antinazista tra Russia, Inghilterra ed America e su quando quindi datare l'inizio della guerra fredda. Di qui l'interesse generale per la vicenda dell'Azerbaigian dove russi ed americani preferirono evitare lo scontro aperto e ricercarono una soluzione di compromesso.